# Список эпизодов телесериала «Люцифер»
Список эпизодов американского телесериала «Люцифер», разработанного Томом Капиносом. Премьера шоу состоялась 25 января 2016 года на телеканале Fox. В центре сюжета персонаж, созданный Нилом Гейманом, Сэмом Китом и Майком Дрингенбергом, впервые появившийся серии комиксов «Песочный человек»; позже он стал главным героем спин-оффа под названием «Люцифер», написанного Майком Кэри. Обе серии комиксов выпускались издательством Vertigo, импринтом DC Comics.
Fox закрыл телесериал после трёх сезонов в мае 2018 года, но через месяц стало известно, что Netflix продлил его на четвёртый сезон. На платформе вышли ещё три сезона, финальный сезон стал доступен для просмотра 10 сентября 2021 года.

## Обзор сезонов
| Сезон | Серии | Серии | Даты показа      | Даты показа      | Даты показа |
| Сезон | Серии | Серии | Первая серия     | Последняя серия  | Канал       |
| ----- | ----- | ----- | ---------------- | ---------------- | ----------- |
| 1     | 13    | 13    | 25 января 2016   | 25 апреля 2016   | Fox         |
| 2     | 18    | 18    | 19 сентября 2016 | 29 мая 2017      | Fox         |
| 3     | 24    | 24    | 2 октября 2017   | 14 мая 2018      | Fox         |
| 3     | 2     | 2     | 28 мая 2018      | 28 мая 2018      | Fox         |
| 4     | 10    | 10    | 8 мая 2019       | 8 мая 2019       | Netflix     |
| 5     | 16    | 8     | 21 августа 2020  | 21 августа 2020  | Netflix     |
| 5     | 16    | 8     | 28 мая 2021      | 28 мая 2021      | Netflix     |
| 6     | 10    | 10    | 10 сентября 2021 | 10 сентября 2021 | Netflix     |

## Список эпизодов

### Сезон 1 (2016)
| № общий | № в сезоне | Название                                                               | Режиссёр         | Автор сценария                 | Дата премьеры   | Произв. код | Зрители в США (млн) |
| --- | ---------- | ---------------------------------------------------------------------- | ---------------- | ------------------------------ | --------------- | ----------- | ------------------- |
| 1 | 1          | «Пилотный эпизод» «Pilot»                                              | Лен Уайзман      | Том Капинос                    | 25 января 2016  | 276096      | 7,16                |
| Люцифер Морнингстар решает уйти в отставку и становится обладателем престижного ночного клуба «LUX» в Лос-Анджелесе. Когда его знакомая поп-звезда умирает от рук наркодилера, он решает использовать свои умения, чтобы помочь детективу Декер в нахождении истинного виновника убийства. Также Люцифер вынужден иметь дело со своим братом-ангелом Аменадиэлем, который по велению их общего отца оказывает на него давление, принуждая вернуться в Ад и продолжить там выполнять свою работу. |            |                                                                        |                  |                                |                 |             |                     |
| 2 | 2          | «Люцифер, сидеть, хороший дьявол.» «Lucifer, Stay. Good Devil.»        | Нейтан Хоуп      | Джо Хендерсон                  | 1 февраля 2016  | 4X6502      | 6,00                |
| Люцифер и детектив Декер снова работают вместе, чтобы раскрыть убийство сына кинозвезды, убитого неизвестным папарацци, который сделал это, чтобы попасть со своим сюжетом на «первую полосу». |            |                                                                        |                  |                                |                 |             |                     |
| 3 | 3          | «Претендующий на звание Принца тьмы» «The Would-Be Prince of Darkness» | Луис Милито      | Джейсон Нинг и Дженн Кео       | 8 февраля 2016  | 4X6510      | 5,47                |
| Звезда футбола просит Люцифера помочь ему наконец потерять девственность; однако это заканчивается арестом футболиста за убийство девушки, с которой тот спал. Люцифер берется за дело, чтобы доказать невиновность футболиста. |            |                                                                        |                  |                                |                 |             |                     |
| 4 | 4          | «Мужские штучки-дрючки» «Manly Whatnots»                               | Мэтт Эрл Бизли   | Илди Модрович                  | 15 февраля 2016 | 4X6503      | 5,13                |
| Хлоя и Люцифер расследуют дело, связанное с пропавшей девушкой, которая была в отношениях с гуру пикапа. Следствие осложняется несколькими попытками Люцифера соблазнить Хлою с целью лучше понять ее. Между тем, Аменадиэль беседует с Мэйз о Люцифере. По просьбе Люцифера Хлоя стреляет ему в ногу, и к удивлению Люцифера, он чувствует боль и кровоточит. |            |                                                                        |                  |                                |                 |             |                     |
| 5 | 5          | «Крутые боты» «Sweet Kicks»                                            | Тим Мэтисон      | Шери Элвуд                     | 22 февраля 2016 | 4X6504      | 4,86                |
| Люцифер помогает Хлое в расследовании дела о художнике и дизайнере обуви, который в молодости был участником уличной банды. Люцифер осознанно подвергает себя опасности, находя эту своеобразную проверку моральности захватывающей. Из сложной ситуации его и Хлою спасает Мэйзикин. Тем временем, Аменадиэль появляется в офисе Линды Мартин, заявляя, что он - психотерапевт, который только что переехал в офис по соседству; они договариваются вместе поужинать и обсудить своих пациентов. |            |                                                                        |                  |                                |                 |             |                     |
| 6 | 6          | «Любимый сын» «Favorite Son»                                           | Дэвид Пеймер     | Джейсон Нинг                   | 29 февраля 2016 | 4X6505      | 3,91                |
| После ограбления склада и убийства охранника обнаруживается, что был украден транспортный контейнер, принадлежащий Люциферу. Он считает, что это ограбление подрывает его статус в городе, и присоединяется к Декер, чтобы найти виновного. В то же время у Люцифера продолжается внутренняя борьба с самим собой, а Аменадиэль использует Линду Мартин, чтобы подобраться к Люциферу. Выясняется, что в украденном контейнере находились крылья Люцифера. |            |                                                                        |                  |                                |                 |             |                     |
| 7 | 7          | «Второй пилот» «Wingman»                                               | Эрик Ла Саль     | Алекс Катснельсон              | 7 марта 2016    | 4X6506      | 4,24                |
| Люцифер продолжает поиск своих крыльев и обращается к Аменадиэлю за помощью. Тем временем, Хлоя просит Дэна о помощи в расследовании дела Пальметто в надежде на то, что она сможет найти доказательства, подтверждающие ее обвинения в адрес сотрудника полиции Малкольма Грэма, который находится при смерти. Люцифер получает крылья обратно, но сжигает их, чтобы разозлить Аменадиэля. |            |                                                                        |                  |                                |                 |             |                     |
| 8 | 8          | «И вы, доктор?» «Et tu, Doctor?»                                       | Эгиль Эгилссон   | Дженн Кео                      | 14 марта 2016   | 4X6507      | 3,86                |
| После убийства психотерапевта Люцифер и Хлоя заручаются помощью Доктора Линды, чтобы найти возможных подозреваемых. В то же время Малкольм разговаривает с Хлоей о ночи, когда в него стреляли, а Люцифер впервые испытывает приступ ревности. |            |                                                                        |                  |                                |                 |             |                     |
| 9 | 9          | «Священник заходит в бар» «A Priest Walks into a Bar»                  | Дэвид Фразе      | Крис Рафферти                  | 21 марта 2016   | 4X6508      | 3,82                |
| Люцифер и детектив Декер начинают расследование по просьбе священника, который хочет остановить банду преступников, сбывающих наркотики. Он утверждает, что они действуют под предводительством консультанта местного центра молодежи. Однако вскоре консультанта находят мертвым, и подозрение сразу же падает на священника. В то же время Аменадиэль встречается с Малкольмом, чтобы обсудить причину, по которой он вернул того обратно из ада. |            |                                                                        |                  |                                |                 |             |                     |
| 10 | 10         | «Папуля» «Pops»                                                        | Тара Николь Уэйр | Алекс Катснельсон и Майк Коста | 28 марта 2016   | 4X6509      | 3,76                |
| Люцифер и детектив Декер начинают расследование странной смерти человека в продуктовом магазине. Убитый оказывается шеф-поваром известного ресторана, а все улики указывают на то, что его отравили утром этого дня в его же ресторане. После опроса всех работников ресторана выясняется, что все любили его и уважали, и никто не хотел его смерти. |            |                                                                        |                  |                                |                 |             |                     |
| 11 | 11         | «Святой Люцифер» «St. Lucifer»                                         | Мэйрзи Олмос     | Шери Элвуд и Дэвид Макмиллан   | 11 апреля 2016  | 4X6511      | 3,44                |
| Люцифер находит благотворительную деятельность крайне захватывающей и начинает заниматься ей, первым делом совершив пожертвование в местный благотворительный фонд Тима Данлера, чье убийство он расследует. Аменадиэль находит необычного компаньона. Тем временем, Дэн, находящийся в плену у Малкольма, пытается сбежать и предупредить Люцифера об опасности, прежде чем Малкольм доберется до него. Также Люцифер узнает кое-что новое о своей бессмертности. |            |                                                                        |                  |                                |                 |             |                     |
| 12 | 12         | «#КомандаЛюцифера» «#TeamLucifer»                                      | Грег Бимен       | Илди Модрович                  | 18 апреля 2016  | 4X6512      | 3,81                |
| Люцифер понимает, что уязвим, только находясь рядом с Хлоей, поэтому старается её избегать. Однако, когда происходит убийство, и она обращается к Люциферу за помощью, ему приходится помогать в расследовании. Найдя жертву, распятой на складе, они также обнаруживают послание — «Морнингстар». Люцифер вскоре понимает, что за убийством стоит Малкольм. В клубе Хлоя обнаруживает труп проповедника, также убитого Малкольмом с целью подставить Люцифера, но не подозревая об этом, арестовывает Люцифера. |            |                                                                        |                  |                                |                 |             |                     |
| 13 | 13         | «Верни меня в Ад» «Take Me Back to Hell»                               | Нейтан Хоуп      | Джо Хендерсон                  | 25 апреля 2016  | 4X6513      | 3,89                |
| Аменадиэль не даёт арестовать Люцифера и говорит ему, что совершил большую ошибку, вернув Малкольма из ада; они объединяются, чтобы найти его. Дэн признается во всем Хлое, и она предлагает искупить вину, очистив имя Люцифера. В погоне за Малкольмом, он ранит Аменадиэля демоническим клинком, но Мэйз излечивает его пером – последним, что осталось от крыльев Люцифера. Дэн добровольно сдаётся полиции, а Люцифер и Хлоя приезжают в ангар, где Малкольм удерживает дочь Хлои и Дэна – Трикси. Малкольм убивает Люцифера. Люцифер попадает в Ад и обнаруживает, что из ада сбежала его мама, после чего возвращается к жизни с помощью адской монеты. Хлоя убивает Малкольма. |            |                                                                        |                  |                                |                 |             |                     |

### Сезон 2 (2016—2017)
| № общий | № в сезоне | Название                                                               | Режиссёр         | Автор сценария                 | Дата премьеры    | Произв. код | Зрители в США (млн) |
| --- | ---------- | ---------------------------------------------------------------------- | ---------------- | ------------------------------ | ---------------- | ----------- | ------------------- |
| 14 | 1          | «Всё идёт, как по маслу, Люцифер» «Everything's Coming Up Lucifer»     | Нейтан Хоуп      | Джо Хендерсон                  | 19 сентября 2016 | T13.20051   | 4,36                |
| Люцифер подозревает, что его сбежавшая мать причастна к делу об убийстве девушки, которая работала дублером звезды популярного сериала. Тем временем, Аменадиэль демонстрирует Хлое, каким образом Люциферу удается быть неуязвимым, а Линда начинает сомневаться в пользе их психологических сеансов с Люцифером. |            |                                                                        |                  |                                |                  |             |                     |
| 15 | 2          | «Врушка-врушка, одетая, как шлюшка» «Liar, Liar, Slutty Dress on Fire» | Луис Милито      | Илди Модрович                  | 3 октября 2016   | T13.20052   | 3,67                |
| Люцифер узнает, что душа его матери вселилась в тело убитого адвоката Шарлотты Ричардс, и сталкивается с необходимостью раскрыть это убийство, чтобы выяснить говорит ли его мать всю правду. Тем временем, Аменадиэль извиняется перед Линдой и понимает, что потеря его божественных сил продолжается. |            |                                                                        |                  |                                |                  |             |                     |
| 16 | 3          | «Пожиратель грехов» «Sin-Eater»                                        | Мэйрзи Олмос     | Алекс Катснельсон              | 10 октября 2016  | T13.20053   | 3,67                |
| Люцифер и Хлоя ищут убийцу, одержимого желанием карать грешников. Тем временем, Хлоя полностью разочаровывается в Дэне, а Аменадиэль скрывает свое плачевное состояние от Мейз, пришедшей попросить его о помощи. |            |                                                                        |                  |                                |                  |             |                     |
| 17 | 4          | «Женские части» «Lady Parts»                                           | Бен Брэй         | Шери Элвуд                     | 17 октября 2016  | T13.20054   | 3,63                |
| Люцифер всеми способами пытается отвлечь себя от мысли, что Бог может быть недоволен тем, что его блудный сын нашел в их договоре лазейку, позволяющую Шарлотте не возвращаться в ад. Тем временем, Шарлотта начинает привыкать к человеческому существованию, а Мейз заключает с Люцифером пари на то, что она сможет заставить Хлою весело провести время. |            |                                                                        |                  |                                |                  |             |                     |
| 18 | 5          | «Оружейник» «The Weaponizer»                                           | Карен Гавиола    | Джейсон Нинг                   | 24 октября 2016  | T13.20055   | 3,55                |
| Ангел Уриэль спускается на землю и ставит Люциферу ультиматум: либо тот возвращает Шарлотту в ад, либо Хлоя умирает. Тем временем, Люцифер и Хлоя расследуют убийство экс-звезды боевиков, забитого до смерти собственной наградой. Чтобы сохранить жизнь Хлое и оставить Шарлотту жить на земле, Люцифер вступает в схватку с Уриэлем, в результате чего Уриэль погибает от рук Люцифера. |            |                                                                        |                  |                                |                  |             |                     |
| 19 | 6          | «Монстр» «Monster»                                                     | Эгиль Эгилссон   | Крис Рафферти                  | 31 октября 2016  | T13.20056   | 3,42                |
| Люцифер и Аменадиэль, каждый по-своему, пытаются справиться со смертью их брата, но Шарлотта старается помочь только одному из своих сыновей. Тем временем, Хлоя и Дэн расследует дело о снайпере, убивающем людей из винтовки, а Трикси и Мейз празднуют Хэллоуин и отправляются за конфетами, где Мейз под видом маски показывает Трикси половину своего демонического лица. |            |                                                                        |                  |                                |                  |             |                     |
| 20 | 7          | «Моя обезьянка» «My Little Monkey»                                     | Тара Николь Уэйр | Дженн Кео                      | 7 ноября 2016    | T13.20057   | 3,52                |
| Спустя шестнадцать лет после убийства отца Хлои из тюрьмы выпускают человека, убившего его; однако вскоре освобожденный мужчина также становится жертвой убийства. Хлое приходится отказаться от расследования из-за конфликта интересов. За дело берется Дэн, а Люцифер следует за ним по пятам и во всем подражает ему, чтобы избавиться от собственной личности, по его мнению, причиняющей людям боль, и стать идеальным «Дэном». Тем временем, Мейз находится в поисках человеческой работы.                                                                             |            |                                                                        |                  |                                |                  |             |                     |
| 21 | 8          | «Прямиком на бойню» «Trip to Stabby Town»                              | Нейтан Хоуп      | Джефф Либер                    | 14 ноября 2016   | T13.20058   | 3,87                |
| Люцифер узнает, что кто-то откопал могилу Уриэля и украл лежащий там клинок Азраэль, который вызывает у людей вблизи неистовую неподконтрольную ярость и агрессию. Тем временем, Линда вновь учится обращаться с Люцифером как с обычным пациентом, а Люцифер просит Эллу об услуге. |            |                                                                        |                  |                                |                  |             |                     |
| 22 | 9          | «Разлучник» «Homewrecker»                                              | Грег Бимен       | Майк Коста                     | 21 ноября 2016   | T13.20059   | 3,63                |
| Владелец здания, в котором располагается клуб «Lux», найден убитым, и Люцифер начинает подозревать, что кто-то специально хочет отнять у него дом. Тем временем, Шарлотта назначает свидание Дэну, а Мейз и Аменадиэль следят за ними. |            |                                                                        |                  |                                |                  |             |                     |
| 23 | 10         | «Профура» «Quid Pro Ho»                                                | Нейтан Хоуп      | Илди Модрович и Джулия Фонтана | 28 ноября 2016   | T13.20060   | 4,09                |
| Убийца Джона Декера предстает перед судом, и его адвокатом оказывается Шарлотта, которая таким способом хочет настроить Люцифера против Хлои. Тем временем, Дэн понимает истинную причину интереса Шарлотты к нему, а Аменадиэль встречает маму Хлои и понимает, что ее лицо очень ему знакомо: много лет назад он благословил маму Хлои, которая длительное время не могла забеременеть, благодаря чему на свет и появилась Хлоя. |            |                                                                        |                  |                                |                  |             |                     |
| 24 | 11         | «Вмешавшаяся стюардесса» «Stewardess Interruptus»                      | Грег Бимен       | Шери Элвуд                     | 16 января 2017   | T13.20061   | 3,97                |
| После неудавшегося поцелуя Люцифер и Хлоя чувствуют напряженность при общении друг с другом. Ситуацию усугубляет тот факт, что их новое дело связано с расследованием убийств двух человек, каждый из которых в свое время имел сексуальную связь с Люцифером. Так как Люцифер кажется единственным связующим звеном между двумя жертвами, полицейские решают опросить всех его недавних любовников, и этот шаг приводит к нахождению важной зацепки, способной привести к убийце. Тем временем, Шарлотта пытается манипулировать зарождающимися отношениями Люцифера и Хлои. |            |                                                                        |                  |                                |                  |             |                     |
| 25 | 12         | «Антенны любви» «Love Handles»                                         | Карен Гавиола    | Алекс Катснельсон              | 23 января 2017   | T13.20062   | 4,17                |
| Люцифер и Хлоя расследуют дело об отравлениях, в котором жертвами оказываются не только люди, непосредственно получившие яд. Тем временем, Шарлотта пытается найти подходящий способ рассказать Люциферу о том, что Хлоя была послана ему Богом. |            |                                                                        |                  |                                |                  |             |                     |
| 26 | 13         | «Отличный день, чтобы умереть» «A Good Day to Die»                     | Олрик Райли      | Джо Хендерсон и Крис Рафферти  | 30 января 2017   | T13.20063   | 4,19                |
| Хлоя умирает от яда, который попал в ее организм во время схватки с профессором Джейсоном Карлайлом. Ситуация становится непреодолимой, когда выясняется, что формула антидота была известна только покойному Джейсону, пребывающему сейчас в аду. Чтобы спасти жизнь Хлои, Люцифер решается на отчаянные меры: ведь для получения необходимой формулы он должен умереть. |            |                                                                        |                  |                                |                  |             |                     |
| 27 | 14         | «Кэнди Морнингстар» «Candy Morningstar»                                | Клаудия Ярми     | Дженн Кео                      | 1 мая 2017       | T13.20064   | 3,43                |
| После двухнедельной пропажи, Люцифер возвращается в Лос-Анджелес с молодой женой, которая работает «экзотической танцовщищей», чем повергает Хлою в шок. Он настаивает на возвращении к своей работе с детективом, но та больше не хочет иметь с ним ничего общего. Тем временем, Шарлотта пытается использовать жену Люцифера, чтобы узнать о его истинных планах. |            |                                                                        |                  |                                |                  |             |                     |
| 28 | 15         | «Маленький коварный паразит» «Deceptive Little Parasite»               | Брэд Таненбаум   | Майк Коста и Джулия Фонтана    | 8 мая 2017       | T13.20065   | 3,25                |
| Убита глава администрации престижной частной школы, и все зацепки по делу говорят о том, что жертва была знакома со своим убийцей. Тем временем, Люцифер понимает, что он должен использовать свои сильнейшие эмоции, вызывающие боль, чтобы зажечь клинок Азраэль и вернуть свою семью на небеса. |            |                                                                        |                  |                                |                  |             |                     |
| 29 | 16         | «Бог Джонсон» «God Johnson»                                            | Шервин Шилати    | Джейсон Нинг                   | 15 мая 2017      | T13.20066   | 3,05                |
| Убит санитар сумасшедшего дома. Главным подозреваемым становится пациент, утверждающий, что он Бог. Люцифер крайне заинтересовывается возможным убийцей, поскольку начинает полагать, что Бог Джонсон может быть его настоящим отцом. |            |                                                                        |                  |                                |                  |             |                     |
| 30 | 17         | «Сочувствие Богине» «Sympathy for the Goddess»                         | Луис Милито      | Джо Хендерсон                  | 22 мая 2017      | T13.20067   | 3,03                |
| Шарлотта находит человека, который предлагает продать ей недостающую часть Пылающего Меча. Однако сделке не суждено состояться: продавца убивают, а товар крадут. Для того чтобы найти его, Шарлотте приходится объединиться с Хлоей. Тем временем, совет по этике отстраняет Линду от работы, а Мейз высказывает Люциферу все накопившиеся претензии. |            |                                                                        |                  |                                |                  |             |                     |
| 31 | 18         | «Хорошее, плохое и жаренное» «The Good, the Bad, and the Crispy»       | Карен Гавиола    | Илди Модрович                  | 29 мая 2017      | T13.20068   | 3,31                |
| Аменадиэль начинает сомневаться в том, что Пылающий Меч должен быть собран. Шарлотта пытается выяснить у Линды истинные планы Люцифера. Хлоя берется за расследование убийства Чета Руиса и понимает, что убийцей является ... Шарлотта. |            |                                                                        |                  |                                |                  |             |                     |

### Сезон 3 (2017—2018)
| 32 | 1  | «Они вернулись, да?» «They're Back, Aren't They?»                                    | Карен Гавиола    | Илди Модрович                                                          | 2 октября 2017  | T13.20751 | 3,92 |
| После того, как Люцифер приходит в себя посреди пустыни с крыльями за спиной, он заручается помощью Хлои, чтобы выяснить что с ним произошло. Поиски приводят их к телу человека, который был похищен так же как Люцифер. След выводит их на некоего «Грешника». Тем временем, в участок приходит новый лейтенант Маркус Пирс, а Люцифер обнаруживает, что больше не может показать своё «дьявольское лицо». |    |                                                                                      |                  |                                                                        |                 |           |      |
| 33 | 2  | «Парень с морковкой» «The One with the Baby Carrot»                                  | Луис Милито      | Джо Хендерсон                                                          | 9 октября 2017  | T13.20752 | 3,33 |
| После того, как Люцифер снова отрезает свои крылья, Линда начинает беспокоиться о том, что он слишком сосредоточен на том, чтобы найти Грешника, и пренебрегает своим собственным благополучием. Между Люцифером и Хлоей продолжают нарастать напряженность, но они понимают, что должны отложить свои разногласия, чтобы найти убийцу комика, заявлявшего, что его шутки были украдены. Детектив Пирс пытается отговорить Люцифера от поисков Грешника, но в итоге соглашается ему помочь. |    |                                                                                      |                  |                                                                        |                 |           |      |
| 34 | 3  | «Мистер и миссис Мэзикин Смит» «Mr. & Mrs. Mazikeen Smith»                           | Тара Николь Уэйр | Джо Хендерсон и Алекс Катснельсон                                      | 16 октября 2017 | T13.20069 | 3,19 |
| Мейз отправляется в Канаду, чтобы поймать неуловимого беглеца, обвиняющегося в убийстве двух подростков. Хлоя, однако, беспокоится, когда она чувствует, что её подруга попала под очарование мошенника. Подключившись к расследованию Люцифер и Хлоя обнаруживают, что Мейз была не так уж и не права. Меж тем перед самой Мейз встаёт не простой выбор. |    |                                                                                      |                  |                                                                        |                 |           |      |
| 35 | 4  | «Что бы сделал Люцифер?» «What Would Lucifer Do?»                                    | Эгиль Эгилссон   | Джейсон Нинг                                                           | 23 октября 2017 | T13.20753 | 3,26 |
| Когда консультант в молодёжном реабилитационном центре найдена мёртвой, чтобы найти убийцу, Люцифер и Хлоя отправляются в мир программ перевоспитания. Тем временем Аменадиэль меняет свой образ жизни, пытаясь помочь Люциферу, а Хлоя пытается понять каково отношение лейтенанта Пирса к ней. |    |                                                                                      |                  |                                                                        |                 |           |      |
| 36 | 5  | «С возвращением, Шарлотта Ричардс» «Welcome Back, Charlotte Richards»                | Нейтан Хоуп      | Крис Рафферти                                                          | 30 октября 2017 | T13.20754 | 3,37 |
| После того как пищевого химика столкнули в чан с пудингом, расследование Люцифера и Хлои неожиданно сводит их с адвокатом Шарлоттой Ричардс. Все застигнуты врасплох, когда снова видят её в участке. Пытаясь понять почему она вернулась, Люцифер делает потрясающее открытие, которое помогает решить дело. |    |                                                                                      |                  |                                                                        |                 |           |      |
| 37 | 6  | «Торг в Вегасе» «Vegas with Some Radish»                                             | Карен Гавиола    | Илди Модрович и Шери Элвуд                                             | 6 ноября 2017   | T13.20072 | 3,48 |
| Когда Люцифер обнаруживает, что его бывшая фальшивая жена, Кенди пропала без вести, он отправляется к ней в Лас-Вегас с Элой на буксире. Вместе они работают, чтобы найти пропавшую, по пути раскрывая секреты, которые могут поставить под угрозу расследование. Между тем, Хлоя расстроена тем, что Люцифер уехал в её день рождения, поэтому Линда пытается поднять ей настроение. |    |                                                                                      |                  |                                                                        |                 |           |      |
| 38 | 7  | «Не для протокола» «Off the Record»                                                  | Эдуардо Санчес   | Сюжет : Джен Грэм Имада Телесценарий : Крис Рафферти и Майк Коста      | 13 ноября 2017  | T13.20071 | 3,58 |
| Репортёр газеты, обнаружив, что Люцифер спит с его женой, решает отомстить ему, раскопав все его грязные секреты. Когда он уже готов сдаться, выясняется, что его противник сам дьявол, и тогда репортёр задаётся вопросом, можно ли его убить? Люцифер и Хлоя тем временем расследуют дело маньяка, который убивает тех, кого считает обманщиками. |    |                                                                                      |                  |                                                                        |                 |           |      |
| 39 | 8  | «Хлоя становится Люцифером» «Chloe Does Lucifer»                                     | Луис Милито      | Джулия Фонтана                                                         | 20 ноября 2017  | T13.20755 | 3,26 |
| Когда жертва убийства оказывается связана с приложением для знакомств, Люцифер пытается научить Хлою быть как он, чтобы она могла заманить преступника в ловушку. Тем временем Элла пытается избегать Шарлотты, а Аменадиэль помогает Линде справиться со смертью её бывшего мужа. |    |                                                                                      |                  |                                                                        |                 |           |      |
| 40 | 9  | «Грешник» «The Sinnerman»                                                            | Марисоль Адлер   | Дженн Кео                                                              | 4 декабря 2017  | T13.20756 | 3,39 |
| Люцифер обеспокоен, когда он понимает, что тех, кому он оказал услугу находят убитыми. После того, как он и Хлоя берутся за расследование, они, наконец, оказываются лицом к лицу с Грешником. Между тем, детектив Пирс возвращается на службу после ранения, Шарлотта находит новую работу, а Аменадиэль — новый любовный интерес. |    |                                                                                      |                  |                                                                        |                 |           |      |
| 41 | 10 | «Яма грешников» «The Sin Bin»                                                        | Грег Бимен       | Шери Элвуд                                                             | 11 декабря 2017 | T13.20757 | 3,36 |
| После того как Грешник оказывается под стражей, Люцифер готов пойти на любую уловку, чтобы вернуть лицо дьявола. Но, в то время как жизнь другого человека висит на волоске, совесть Люцифера препятствует ему или помогает? Тем временем, Трикси знакомится с Шарлоттой и задает вопросы об отношениях той с её отцом. |    |                                                                                      |                  |                                                                        |                 |           |      |
| 42 | 11 | «Город ангелов?» «City of Angels?»                                                   | Марк Тондераи    | Джейсон Нинг и Дженн Кео                                               | 1 января 2018   | T13.20070 | 3,11 |
| Во флэшбэке рассказывается о времени, когда Люцифер впервые оказался в Лос-Анджелес. Аменадиэль спускается на землю, чтобы вернуть своего падшего брата, но грабитель, укравший его кулон, путает его планы. Он заручается помощью Люцифера, чтобы найти похищенное, а тот соглашается помочь в обмен на ответную услугу. Тем временем Хлоя и Дэн, которые всё ещё женаты, расследуют убийство боксёра ММА Айдана Скотта от рук того, кто ограбил Аменадиэля. |    |                                                                                      |                  |                                                                        |                 |           |      |
| 43 | 12 | «Всё для неё» «All About Her»                                                        | Тара Николь Уэйр | Алекс Катснельсон                                                      | 22 января 2018  | T13.20758 | 3,77 |
| Раскрыв подлинную личность лейтенанта Пирса, Люцифер пытается выяснить его мотивы. Чтобы получить помощь Хлои в его расследовании, он заходит всё дальше и дальше, пытаясь помочь ей раскрыть убийство профессионального серфера. Между тем, Аменадиэль сталкивается с проблемами со здоровьем, которые оказывают влияние на его личную жизнь. |    |                                                                                      |                  |                                                                        |                 |           |      |
| 44 | 13 | «Пока смерть не разлучит нас» «Til Death Do Us Part»                                 | Шервин Шелати    | Майк Коста                                                             | 29 января 2018  | T13.20759 | 3,67 |
| Когда в уютном пригороде Лос-Анджелеса убита учитель химии, занимавшаяся производством и распространением наркотиков, Люцифер и Пирс должны отправиться под прикрытие, чтобы помочь выследить убийцу. Между тем, Мейз испытывает притяжение к кое-кому, кого она раньше презирала. |    |                                                                                      |                  |                                                                        |                 |           |      |
| 45 | 14 | «Сторож брату моему» «My Brother's Keeper»                                           | Клаудия Ярми     | Джо Хендерсон и Джейсон Нинг                                           | 5 февраля 2018  | T13.20760 | 3,71 |
| Когда в ходе расследования убийства алмазного вора главным подозреваемым становится один из братьев Эллы, она решает доказать его невиновность, взяв в союзники Мейз. Между тем, Линда чувствует себя не в своей тарелке, когда Шарлотта приходит к ней за помощью, а детектив Пирс обсуждает свои проблемы с Аменадиэлем. |    |                                                                                      |                  |                                                                        |                 |           |      |
| 46 | 15 | «Школьная ерунда» «High School Poppycock»                                            | Луис Милито      | Крис Рафферти и Джен Грэм Имада                                        | 26 февраля 2018 | T13.20761 | 3,18 |
| Расследуя убийство известной писательницы, Люцифер и Хлоя обнаруживают, что её книги основаны на реальных людях из её прошлого и решают попасть на вечер встречи выпускников, надеясь поймать там её убийцу. Между тем, Аменадиэль и Линда изо всех сил стараются сделать их отношения публичными. |    |                                                                                      |                  |                                                                        |                 |           |      |
| 47 | 16 | «Инфернальная подопотная крыса» «Infernal Guinea Pig»                                | Эгиль Эгилссон   | Дженн Кео и Джулия Фонтана                                             | 5 марта 2018    | T13.20762 | 3,13 |
| Когда расследование убийства показывает темную сторону Голливуда, Хлоя ставит свою жизнь на кон, чтобы защитить невиновную жертву. В это время Люцифер возвращает Авеля из ада, чтобы помочь Каину с его проклятьем, но из-за вмешательства Аменадиэля и Мейз, все идет не так, как планировалось. |    |                                                                                      |                  |                                                                        |                 |           |      |
| 48 | 17 | «Дадим Пинхеду выступить!» «Let Pinhead Sing!»                                       | Олрик Райли      | Илди Модрович и Шери Элвуд                                             | 12 марта 2018   | T13.20763 | 2,97 |
| Из-за того, что жизнь певицы-суперзвезды находится под угрозой, Хлоя и Люцифер попадают в мир крупномасштабных шоу, сумасшедших фанатов и див. Люцифер пользуется случаем, чтобы показать отцу, что Хлоя не самое важное в его жизни, а Шарлотта тем временем пытается помочь Линде и Мейз восстановить их дружбу. |    |                                                                                      |                  |                                                                        |                 |           |      |
| 49 | 18 | «Последние разбитые сердца» «The Last Heartbreak»                                    | Ханель Калпеппер | Алекс Катснельсон и Майк Коста                                         | 19 марта 2018   | T13.20763 | 3,23 |
| Пока Хлоя и Люцифер продолжают охоту за серийным убийцей, нацеленным на влюблённые парочки, Пирс понимает, что дело связано с убийствами, которые он расследовал… в 1958 году. Аменадиэль встречает Шарлотту и решает рассказать ей правду о том, кем она ему приходится. Мейз уходит в загул и решает съехать от Хлои. Люцифер опустошен из-за намечающихся отношений между Хлоей и Пирсом. |    |                                                                                      |                  |                                                                        |                 |           |      |
| 50 | 19 | «Мэйз в оранжевом — хит сезона» «Orange Is The New Maze»                             | Нейтан Хоуп      | Дженн Кео                                                              | 26 марта 2018   | T13.20763 | 3,19 |
| После того, как Люцифер отказывается отправить Мейз обратно в ад, она становится главным подозреваемым в убийстве. Однако Хлоя не верит в то, что убийца — Мейз, а Люцифер против того, чтобы невиновный понёс наказание. Отношения Хлои и Пирса заходят всё дальше. Шарлотта узнает шокирующую правду о том, что с ней случилось. Мейз и Пирс объединяются ради достижения своих целей. |    |                                                                                      |                  |                                                                        |                 |           |      |
| 51 | 20 | «Ангел Сан-Бернардино» «The Angel of San-Bernardino»                                 | Тара Николь Уэйр | Джейсон Нинг                                                           | 16 апреля 2018  | T13.20766 | 3,18 |
| В ходе расследования убийства свидетельница утверждает, что её спас ангел, в результате чего Люцифер начинает подозревать, что помогает людям во сне и пытается не спать несколько дней. Тем временем отношения Хлои и Пирса заходят всё дальше, и он оказывается как никогда близко к избавлению от своего проклятья. |    |                                                                                      |                  |                                                                        |                 |           |      |
| 52 | 21 | «Всё, что может Пирс, я могу сделать лучше» «Anything Pierce Can Do I Can Do Better» | Джим Викерс      | Алекс Кацнельсон                                                       | 23 апреля 2018  | T13.20767 | 2,82 |
| Расследуя убийство прима-балерины, Люцифер пытается удержать Хлою подальше от Пирса, который решил вернуть её назад. Аменадиэль просит Шарлотту помочь ему доказать причастность лейтенанта к делам Грешника, и Мейз остаётся предана задаче, хотя сам Пирс решил всё отменить. Хлоя рассержена неспособностью Люцифера раскрыть свои чувства, а когда он готов сделать это, оказывается слишком поздно. |    |                                                                                      |                  |                                                                        |                 |           |      |
| 53 | 22 | «Свистать всех наверх» «All Hands on Decker»                                         | Эдуардо Санчес   | Шери Элвуд                                                             | 30 апреля 2018  | T13.20768 | 2,84 |
| Когда Хлоя берёт отпуск, чтобы подготовиться к свадьбе, над делом об убийстве на выставке собак Люцифер вынужден работать с Дэном. Между тем, Шарлотта и Мейз имеют разные идеи для холостяцкой вечеринки Хлои, и после дикой ночи она переосмысливает своё решение. |    |                                                                                      |                  |                                                                        |                 |           |      |
| 54 | 23 | «Квинтэссенция звёздной Дэкер» «Quintessential Deckerstar»                           | Клаудия Ярми     | Илди Модрович                                                          | 7 мая 2018      | T13.20769 | 2,90 |
| Во время расследования смерти женщины Хлоя и Люцифер обнаруживают, что могут преследовать не того подозреваемого. Шарлотта решает взять дело в свои руки, чем ставит свою безопасность под угрозу. А когда Люцифер делает серьезное признание, Хлоя получает трагический телефонный звонок, который все меняет. |    |                                                                                      |                  |                                                                        |                 |           |      |
| 55 | 24 | «Дьявол держит слово» «A Devil of My Word»                                           | Эгиль Эгилссон   | Джо Хендерсон                                                          | 14 мая 2018     | T13.20770 | 3,20 |
| Когда команда понимает, что именно Пирс убил Шарлотту и именно он является «Грешником», они решают во что бы то ни стало доказать его вину. Тем не менее, Пирс также предпринимает шаги, чтобы помешать Люциферу и Хлое нарушить его планы. |    |                                                                                      |                  |                                                                        |                 |           |      |
| Бонусные серии |    |                                                                                      |                  |                                                                        |                 |           |      |
| 56 | 25 | «Фу, нормальная!» «Boo Normal»                                                       | Лиза Дэмейн      | Джен Грэм Имада                                                        | 28 мая 2018     | T13.20771 | 2,42 |
| Брат Лопес переезжает в Детройт, заставляя Эллу задуматься о возвращении в лоно семьи. Однако молодого криминалиста ожидает еще один сюрприз — возвращение ее личного приведения и невидимого друга по имени Рэй-Рэй, имеющего собственные планы на будущее женщины. Между тем детективы начинают расследовать убийство детского психолога, в ходе чего Эспиноза с Люцифером вступают в противостояние с одной из пациенток погибшей. Параллельно Морнингстара ждет встреча со старой знакомой, которая раскрывает дьяволу глаза на некоторые вещи, происходящие с ним в последнее время. |    |                                                                                      |                  |                                                                        |                 |           |      |
| 57 | 26 | «Когда-то давно...» «Once Upon a Time»                                               | Кевин Алехандро  | Сюжет : Рикардо Лопес мл. Телесценарий : Илди Модрович и Джо Хендерсон | 28 мая 2018     | T13.20772 | 2,42 |
| Что, если бы в жизнях героев изменилась всего одна маленькая деталь? Когда стараниями отца Люцифера — Бога, отец Хлои выживает после перестрелки, Хлоя, не отягощенная душевной травмой из-за его ранней смерти, выбирает совсем другой путь — путь актрисы, играющей детектива. После того, как ее напарника-каскадера неожиданно убивают, женщина решает применить на практике навыки, полученные при подготовке к роли, и отыскать убийцу. Между тем Люцифер тоже берется за это дело, начиная соперничать, а позже и сотрудничать с упрямой самозванкой. Тем временем Шарлотта задумывает обокрасть богатого клиента, а Линду ждет нелегкий выбор между популярностью своего шоу и следованию моральным принципам. |    |                                                                                      |                  |                                                                        |                 |           |      |

### Сезон 4 (2019)
| № общий | № в сезоне | Название                                                           | Режиссёр          | Автор сценария  | Дата премьеры | Произв. код |
| --- | ---------- | ------------------------------------------------------------------ | ----------------- | --------------- | ------------- | ----------- |
| 58 | 1          | «Всё в порядке» «Everything’s Okay»                                | Шервин Шилати     | Джо Хендерсон   | 8 мая 2019    | T13.21501   |
| Месяц спустя после значительных событий Люцифер с тревогой ожидает первой встречи с Хлоей. Изменилось ли ее отношение к напарнику? Им придется вместе расследовать убийство пчеловода, совершенное нетривиальным преступником. В это время Мэйз и Аменадиэль возвращаются в город.                                        |            |                                                                    |                   |                 |               |             |
| 59 | 2          | «Кто-то начитался Данте» «Somebody’s Been Reading Dante’s Inferno» | Сэм Хилл          | Идли Модрович   | 8 мая 2019    | T13.21502   |
| На воскресной службе Хлоя знакомится с отцом Кинли, который знает о существовании Люцифера и хочет его возвращения в ад. Погибает участница реалити-шоу, и настоящего убийцу найти не так-то просто. Хлоя и Люцифер ищут точки соприкосновения, несмотря на разногласия. Аменадиэль с трудом осваивается среди людей.     |            |                                                                    |                   |                 |               |             |
| 60 | 3          | «Ох уж эти маловеры» «O, Ye of Little Faith, Father»               | Джессика Борсицки | Джейсон Нин     | 8 мая 2019    | T13.21503   |
| Кинли раскрывает Люциферу план Хлои, чем сбивает дьявола с толку. Происходит убийство бывших членов известной банды, и Дэн и Мэйз быстро приступают к поиску убийцы. Подробности дела застают Хлою и Люцифера за тяжелым разговором, после которого им предстоит раскрыть заговор против падшего ангела.                  |            |                                                                    |                   |                 |               |             |
| 61 | 4          | «Посвятить жизнь Еве» «All About Eve»                              | Шервин Шилати     | Крис Рефферти   | 8 мая 2019    | T13.21504   |
| Происходит убийство известного ювелира, только что вернувшегося со Среднего Востока с уникальной драгоценностью. Оказывается, что украшение связано с Евой, которая прибыла на Землю, заскучав в Раю, в поисках Люцифера. Полиция, сверхъестественные существа – все пускаются в погоню за девушкой, похитившей артефакт. |            |                                                                    |                   |                 |               |             |
| 62 | 5          | «Умру возбуждённый» «Expire Erect»                                 | Вьет Нгуен        | Майк Коста      | 8 мая 2019    | T13.21505   |
| Люцифер хочет снова сблизиться с Хлоей и соглашается помочь ей в «последнем» совместном расследовании. Элла начинает разоблачать Еву, но попадает под действие ее чар. События начинают быстро развиваться, когда подозреваемый захватывает заложников и начинает стрельбу. Ситуацию может разрешить только штурм SWAT.   |            |                                                                    |                   |                 |               |             |
| 63 | 6          | «Брюки для оргий» «Orgy Pants to Work»                             | Луис Милито       | Аяна Уайт       | 8 мая 2019    | T13.21506   |
| Ева и Мэйз сближаются, пока Люцифер занят своими делами в полиции. Вместе с Хлоей они расследуют убийство, которое приводит их к обнаружению ОПГ. С подачи Евы Люцифер проявляет свою истинную сущность по отношению к преступнику. В это время Аменадиэль защищает свою семью от собратьев.                              |            |                                                                    |                   |                 |               |             |
| 64 | 7          | «Дьявол остаётся дьяволом» «Devil Is as Devil Does»                | Ричард Спейт мл.  | Джен Грэм Имада | 8 мая 2019    | T13.21507   |
| Аменадиэль и Мэйз объединяются для защиты Линды и ребенка от сверхъестественных сил. Хлоя и Люцифер продолжают свое расследование, обнаруживая все больше причастных людей. Пока полицейские пытаются работать, дьявол действует собственными методами. Это может привести к воплощению в жизнь одного пророчества.       |            |                                                                    |                   |                 |               |             |
| 65 | 8          | «Очень плохой парень» «Super Bad Boyfriend»                        | Клодия Ярми       | Джейсон Нин     | 8 мая 2019    | T13.21508   |
| Хлоя и Люцифер расследуют убийство учительницы старшей школы, попутно обсуждая судьбу отношений дьявола с Евой. В это время к Аменадиэлю обращается за помощью юный дилер наркотиков. Мэйз испытывает трудности в общении с людьми, но быстро находит себе утешение.                                                      |            |                                                                    |                   |                 |               |             |
| 66 | 9          | «Спасти Люцифера» «Save Lucifer»                                   | Лина Демейн       | Джо Хендерсон   | 8 мая 2019    | T13.21509   |
| Внутреннее преображение Люцифера вызывает у Хлои беспокойство, но его внешние изменения заставляют бояться еще больше. Мэйз пытается отвлечь Еву от попыток девушки вернуть владыку ада. В это время происходит убийство невинной женщины, доверившей свои деньги не тому человеку.                                       |            |                                                                    |                   |                 |               |             |
| 67 | 10         | «Кто новый король Ада?» «Who’s Da New King of Hell?»               | Игли Эгилссон     | Илди Модрович   | 8 мая 2019    | T13.21510   |
| На Лос-Анджелес надвигается невиданная доселе угроза. Множество демонов готовы напасть на ничего не подозревающий город и есть только один способен остановить орду. Люцифер должен решить, готов ли он снова править адом, чтобы спасти своих близких.                                                                   |            |                                                                    |                   |                 |               |             |

### Сезон 5 (2020—2021)
| Часть 1 |    |                                                                            |                  |                                                                                      |                 |           |
| 68 | 1  | «Жалкий чёрт» «Really Sad Devil Guy»                                       | Игли Эгилссон    | Джейсон Нин                                                                          | 21 августа 2020 | T13.22151 |
| Хлоя расследует убийство старого знакомого Люцифера (мужчины, которому он отдал несколько золотых слитков и корону в четвёртом сезоне). В аду скучающий по напарнице Люцифер также решает взяться за занятное убийство. Он находит способ помочь детективу и передает ей послания через свежие трупы. Когда Хлое грозит опасность дьявол возвращается на землю. Тем временем Аменадиэль заправляет клубом «Lux» и старается сделать мир лучше для сына. Мэйз страдает после предательства Люцифера и Евы. |    |                                                                            |                  |                                                                                      |                 |           |
| 69 | 2  | «Люцифер! Люцифер! Люцифер!» «Lucifer! Lucifer! Lucifer!»                  | Шервин Шилати    | Илди Модрович                                                                        | 21 августа 2020 | T13.22152 |
| Вместо Люцифера на Землю вернулся его брат-близнец Михаил. От брата его отличает лживость и способность выпытывать потаенные страхи людей. Хлоя чувствует, что что-то не так. Тем временем Дэн подсаживается на книги по личностному росту. Аменадиэль возвращается в ад, чтобы у настоящего Люцифера появился шанс наладить дела и сломать план Михаила. |    |                                                                            |                  |                                                                                      |                 |           |
| 70 | 3  | «¡Дьябло!» «¡Diablo!»                                                      | Клодия Ярми      | Майк Коста                                                                           | 21 августа 2020 | T13.22153 |
| Настоящий Люцифер возвращается к Хлое и сразу же принимается за расследование дела: много лет назад он помог сценаристу сериала - теперь тот мертв. Только вот сериал основан на похождениях Люцифера в качестве помощника полиции. Хлоя пытается примириться со свалившейся на не информацией о том, что она чудо - созданное специально для Люцифера. А сам Люцифер вынужден разбираться с кознями собственного брата как можно скорее, чтобы Аменадиэль смог покинуть ад и вернуться к сыну и Линде. |    |                                                                            |                  |                                                                                      |                 |           |
| 71 | 4  | «Курице как всегда не везёт» «It Never Ends Well for the Chicken»          | Шервин Шилати    | Джо Хендерсон                                                                        | 21 августа 2020 | T13.22154 |
| Люцифер вынужден развлекать дочь Хлои Трикси историей о том, как он получил в подарок свое кольцо. Все началось в 1946 году, когда он прибыл в Нью-Йорк по просьбе матери Мэйз - Лиллит. Её бесценное кольцо - частичку рая и напоминание о браке с Адамом кто-то посмел похитить. |    |                                                                            |                  |                                                                                      |                 |           |
| 72 | 5  | «Детектив Аменадиэль» «Detective Amenadiel»                                | Сэм Хилл         | Джо Хендерсон                                                                        | 21 августа 2020 | T13.22155 |
| Для помощи в расследовании убийства послушницы монастыря Хлоя зовет Аменадиэля, только вот его присутствие оказывает на монахинь странное действие. Тем временем Люцифер с Дэном помогают детективу, занимаясь бумажной работой и опросом свидетелей. Линда делится с Мэйз секретом из своего прошлого. |    |                                                                            |                  |                                                                                      |                 |           |
| 73 | 6  | «На расстоянии» «BluBallz»                                                 | Ричард Спейт мл. | Джен Грэм Имада                                                                      | 21 августа 2020 | T13.22156 |
| Известного диджея убивают ударом тока прямо во время концерта. Хлоя полагает, что покушались на жизнь актера, который должен был выступать следом. Им оказывается её бывший парень, а ныне - популярнейший диджей. Люцифер начинает ревновать, когда Хлоя представляет его простым напарником. Он вызывается охранять бывшего Хлои, чтобы держать его в узде. Аменадиэль пытается совладать с сыном, пока Линда помогает Хлое с делом - на помощь он зовет Дэна и Люцифера. Элла наконец-то встречает хорошего парня. |    |                                                                            |                  |                                                                                      |                 |           |
| 74 | 7  | «Наше обаяние» «Our Mojo»                                                  | Нейтан Хоуп      | Джулия Фонтана                                                                       | 21 августа 2020 | T13.22157 |
| После ночи, проведенной с Хлоей Люцифер с ужасом понимает, что его сила выявлять тайные желания людей передалась детективу. Он считает себя абсолютно бесполезным в деле по поимке маньяка, который режет жертвам голосовые связки – пресса прозвала его «Убийца-шёпот». Элла удивляется, с насколько хорошим парнем она начала отношения. Дэн, увидевший дьявольское лицо Люцифера, пребывает в состоянии шока, пока к нему с небес не спускается сам архангел Михаил (брат-близнец Люцифера), предложивший отчаявшемуся Дэну план действий. Дэн стреляет в Люцифера, но выясняется, что к Люциферу вернулась сила и он стал неуязвим - даже если рядом Хлоя. |    |                                                                            |                  |                                                                                      |                 |           |
| 75 | 8  | «Осторожно, спойлеры!» «Spoiler Alert»                                     | Кевин Алехандро  | Крис Рафферти                                                                        | 21 августа 2020 | T13.22158 |
| Хлоя полагает, что пойманный преступник, «Убийца-шёпот», что вырезает жертвам голосовые связки и оставляет в руках жертв букет лилий – просто подражатель, а настоящий серийный маньяк еще на свободе. Пока она разрабатывает эту версию, Люцифер готовит план мести Дэну, ровно до того момента, как понимает, что Хлоя похищена. Парень Эллы, Пит, даёт ей ключи от своего дома, где она случайно находит скрытую оранжерею с лилиями и всё понимает. Однако, оказывается, что Пит не похищал Хлою – это сделал брат-близнец Люцифера, Михаил, который пытается с помощью манипуляций провернуть свой масштабный план. В офисе полиции Люцифер почти признаётся в любви Хлое, однако в неподходящий момент время останавливается и появляется Михаил. Ссора между братьями перерастает в драку Люцифера и Аменадиэля с одной стороны, и Михаила и Мэйзикин, которой Михаил пообещал за помощь – разговор с Богом, при котором Мэйз сможет попросить у него душу, – с другой. Их драку останавливает явившийся на Землю Бог. |    |                                                                            |                  |                                                                                      |                 |           |
| Часть 2 |    |                                                                            |                  |                                                                                      |                 |           |
| 76 | 9  | «Семейный ужин» «Family Dinner»                                            | Нэйтон Хоуп      | Джо Хендерсон                                                                        | 28 мая 2021     | T13.22159 |
| Бог разговаривает со своими детьми, купируя конфликт, после чего подходит к Линде чтобы увидеть своего внука – Чарли, сына Аменадиэля и Линды. Тем временем, на фоне неприязни к появившемуся отцу, Люцифер отправляется в «Lux», позабыв о Хлое. Появляется новое дело: в парке развлечений находят обгоревшее тело сына хозяина парка развлечений. Мэйз встречается с Богом и просит дать ей душу, потому что не может ни с кем сблизиться, на что получает отказ со словами: «Ты совершенна такая, какая есть». Аменадиэль пытается уговорить Люцифера прийти на семейный ужин. Тот упорствует, но всё же приходит. У Люцифера и Михаила происходит конфликт, но отец успокаивает их. Люцифер спрашивает у отца, любит ли он их – своих сыновей, на что отец не может ответить. На следующий день Бог изгоняет Михаила с Земли, а сам решает на какое-то время остаться. Люцифер не может сказать Хлое: «я тебя люблю», поскольку считает, что он, как и его отец, неспособен любить. |    |                                                                            |                  |                                                                                      |                 |           |
| 77 | 10 | «Проклятое небесное караоке» «Bloody Celestial Karaoke Jam»                | Шервин Шилати    | Илди Модрович                                                                        | 28 мая 2021     | T13.22160 |
| К Люциферу, проводящему время в одиночестве в своих апартаментах, приходит отец, которого Люцифер выпроваживает, после чего отправляется на новое дело с Хлоей. На футбольном поле отравили рефери (спортивного судью), смазав его свисток ядом. Бог появляется на месте преступления, где Хлоя отчитывает его за ненадлежащее выполнение родительских обязанностей. Хлоя подсказывает Люциферу, что он мог бы попробовать примириться с отцом, и Люцифер приглашает его жить в своих апартаментах, а так же показывает, где работает, попутно познакомив их с Дэном. Дэн встречается с Аменадиэлем и расспрашивает о Боге, поскольку осознаёт, что некоторое время был в отношениях с женой Бога, и полагает, что это может встать ему боком. Не в состоянии разрешить даже малейший конфликт, Люцифер вместе с Богом отправляются к Линде за советом, благодаря которому, вместе с советами Хлои, у Люцифера и Бога получается хотя бы отчасти найти общий язык. Бог впервые обращается к сыну «Люцифер» вместо «Самаэль», после чего признаётся, что теряет контроль над своими силами. |    |                                                                            |                  |                                                                                      |                 |           |
| 78 | 11 | «Недовольное лицо дьявола» «Resting Devil Face»                            | Бола Огун        | Сюжет : Мира З. Барнум, Джошуа Дакворт и Рикардо Лопес мл. Телесценарий : Айяна Уайт | 28 мая 2021     | T13.22161 |
| Трикси приковала школьного хулигана к столу украденными у Хлои наручниками, из-за чего Трикси остаётся под домашним арестом у Линды, которая советует ей не выплёскивать свой негатив на случайных людей, а разобраться с корнем проблемы, которой оказался Люцифер из-за его отношения к Хлое. Бог из-за ревности разрывает на куски Дэна и собирает обратно. У полиции новое дело: борец обнаружен под эстакадой со следами от инъекции и борьбы. Бог снова попадает на место преступления и говорит Люциферу, что стал человеком: временно "отключил" свои силы, утверждая, что сделал это, чтобы сблизиться и понять Люцифера. Тем временем Дэн сильно переживает из-за своих прошлых отношений с женой Бога. При расследовании дела, Люцифер встречается с наркодилером, но узнаёт, что отец, который должен был в силу своей временной смертности держаться подальше, пришёл на место раньше Люцифера. Бог случайно хвастается, что Люцифер работает в полиции и преступник собирается их убить, из-за чего Люцифер приходит в ярость и нейтрализует всех членов преступной группировки. Выясняется, что Бог не помнит, куда дел свои силы, и отправляется их искать. После встречи с сбежавшей из дома Линды Трикси, Бог вспоминает, куда дел свои силы – он поместил их в своего рода тотем: погремушку, которую отдал Чарли. Вернув силу, Бог благодарит Мэйз за то, что не убила его, пока он был смертен, намекая, что даже демон способен вырастить в себе душу, и Дэна, за то, что смог дать его бывшей жене ту любовь, которую она заслуживала, а так же сообщает Люциферу и Аменадиэлю, что собирается уйти на покой и пропадает. |    |                                                                            |                  |                                                                                      |                 |           |
| 79 | 12 | «Даниэль Эспиноза, голый и напуганный» «Daniel Espinoza: Naked and Afraid» | Грег Биман       | Майк Коста                                                                           | 28 мая 2021     | T13.22162 |
| Дэн отправляется на экстрадицию беглой преступницы, однако из-за заминки с документами остаётся на ночь и проводит вечер со своим старым знакомым - полицейским Луисом, который уговаривает Дэна передать долг Луиса бандитам в Лос-Анджелесе. На следующий день Дэн просыпается рядом с телом бухгалтера Луиса, а позже машину Дэна таранит автомобиль банды «Лос Эксес», которые вытаскивают экструдируемую преступницу и похищают посылку, предназначенную для уплаты долга. Дэн обращается за помощью к Люциферу, благодаря чему возвращает посылку, однако обнаруживает, что внутри коробки лежала отрезанная голова бухгалтера Луиса, который работал на русских бандитов. Луис похищает Дэна и вкалывает ему нейротоксин, который убьёт его, если Дэн не убьёт бухгалтера русских бандитов. Дэн договаривается с бандитами о том, что встретится с Луисом, заберёт препарат, который нейтрализует токсин, а бандиты разберутся с Луисом. Встреча происходит в «Lux», куда заявляются участники клуба импровизаций и Мэйз – на поддержку Дэну, Луис со своими людьми, русские бандиты и «Лос Эксес». Происходит перестрелка, и все, кроме Дэна, погибают. Луис напоследок успел выстрелить в ампулу с препаратом. Появляется Люцифер, который обвиняет Дэна во всём произошедшем. Однако оказывается, что всё произошедшее – неправда, а Люцифер устроил этот спектакль в качестве мести за то, что Дэн в него выстрелил. |    |                                                                            |                  |                                                                                      |                 |           |
| 80 | 13 | «Небольшая безобидная слежка» «A Little Harmless Stalking»                 | Ричард Спейт мл. | Джулия Фонтана и Джен Грэм Имада                                                     | 28 мая 2021     | T13.22163 |
| Прибывшие на место убийства Люцифер и Хлоя застают там Линду, которая признается в убийстве. Адриана, брошенная в детстве дочь Линды, приходит в полицию и то-же сознается. Ева и Мэйзикин помогают в расследовании, и пытаются разобраться в отношениях между собой. Выясняется, что Адриану подставили. Адриана сама догадывается, что Линда ее мать. Люцифер тянет с коронацией. Аменадиэль предлагает свою кандидатуру, но сомневается. |    |                                                                            |                  |                                                                                      |                 |           |
| 81 | 14 | «Всему приходит конец» «Nothing Lasts Forever»                             | Лиза Демейн      | Крис Рафферти                                                                        | 28 мая 2021     | T13.22164 |
| Михаил хочет занять место Бога, когда тот уйдёт на покой. Люцифер говорит другим ангелам, что он более достоин этого места, так как он уже управлял своим собственным царством – Адом. Хлоя расследует убийство зоозащитницы в Океанариуме. Бог говорит Люциферу и Аменадиэлю, что любит их, и уходит вместе с Шарлоттой в её Вселенную. Но он не оставил приемника – новый Бог будет выбран ангелами. У Михаила появляется кинжал Азраэль. Его принесла Габриэль из другой Вселенной, когда доставляла послание матери. |    |                                                                            |                  |                                                                                      |                 |           |
| 82 | 15 | «Неужели всё так и закончится?» «Is This Really How It's Going To End?!»   | Илди Модрович    | Джейсон Нинг                                                                         | 28 мая 2021     | T13.22165 |
| Дэн пытается устроить свидание Элле. Люцифер уговаривает ангелов выбрать его, но безуспешно. В это время Хлоя сообщает коллегам, что скоро уходит в отставку. Её последним делом должно стать убийство криминалиста, который продавал краденые вещи. Во время расследования Люцифер и Хлоя сталкиваются с человеком со сверхъестественными способностями. Дэн хочет помочь со следствием, но в него стреляют. Перед смертью он успевает назвать имя Калеб. Ему когда-то помогал Аменадиэль и оставил в могиле Калеба свой кулон. Люцифер догадывается, что кинжал Азраэль снова на Земле, поэтому кулон дал способности человеку. Но похоронах Дэна к Элле подходит парень, с которым тот пытался её познакомить. Аменадиэль сообщает Люциферу, что не нашёл Дэна в Раю – тот попал в Ад. Мэйзикин находит убийц, они с Люцифером наказывают их по-своему. |    |                                                                            |                  |                                                                                      |                 |           |
| 83 | 16 | «Надежда на счастливый финал» «A Chance at a Happy Ending»                 | Карен Гавиола    | Джо Хендресон и Илди Модрович                                                        | 28 мая 2021     | T13.22166 |
| Михаил приходит к Люциферу и говорит, что собрал Огненный меч и уговорил ангелов его поддержать. Он предлагает Люциферу править Адом вместе с Хлоей, когда сам станет новым Богом. Рамиэль прилетает в пентхаус и умирает там. Хлоя понимает, что она убита клинком, а значит, у Михаила нет Огненного меча. Люцифер и Хлоя хотят выяснить, почему Михаил убил Рамиэль. Мэйзикин идёт на свидание с Евой и говорит, что хочет быть с ней. Начинаются выборы нового Бога. На стороне Люцифера только один Ангел, у Михаила большинство, но этого всё равно недостаточно – решение должно быть единогласным. Начинается битва Ангелов с демонами под предводительством Мэйз. Михаил убивает Хлою, и она отправляется в Рай. Ценой своей жизни Люцифер следует за ней. Он отдаёт Хлое кольцо с бессмертием Лилит и говорит, что любит её. Вернувшись на Землю, Хлоя нападает на Михаила. Внезапно появляется Люцифер и отрезает крылья Михаилу. Все понимают: Люцифер – новый Бог. |    |                                                                            |                  |                                                                                      |                 |           |

### Сезон 6 (2021)
| № общий | № в сезоне | Название                                                              | Режиссёр         | Автор сценария                | Дата премьеры    | Произв. код |
| --- | ---------- | --------------------------------------------------------------------- | ---------------- | ----------------------------- | ---------------- | ----------- |
| 84 | 1          | «Здесь ничего никогда не меняется» «Nothing Ever Changes Around Here» | Кэвин Алехандро  | Майк Коста                    | 10 сентября 2021 | T13.22901   |
| Люцифер хочет провести последний день на Земле, идя с Хлоей на свидание на шоу иллюзионистов. Но их планы меняются, когда убит один из артистов, а Люцифер – главный подозреваемый. Хлоя решает провести собственной расследование. Линда с Аменадиэлем устраивают ужин для Мэйз и Евы. Мэйз признаётся, что не хочет становиться королевой Ада. Люцифер спускается, чтобы поговорить с Дэном. Дэн замечает, что что-то случилось – на троне Ада сидит неизвестная женщина. |            |                                                                       |                  |                               |                  |             |
| 85 | 2          | «Целая куча багажа из прошлого» «Buckets Of Baggage»                  | Ричард Спейт мл. | Джэн Грэхэм Аймада            | 10 сентября 2021 | T13.22902   |
| Аменадиэль пытается уговорить Люцифера вознестись и занять место Бога, но Люцифер не уверен в том, что может полюбить всех людей и помогать им. Он говорит об этом с Линдой. Во время расследования нового дела Элла понимает, что Кэрол начинает ей нравиться. Но она подозревает Кэрола и просит Хлою помочь узнать о нём больше. В то же самое время Люцифер пытается помочь Кэролу, чтобы лучше почувствовать себя в новой роли Всевышнего. Неизвестная девушка-ангел в Аду пытается поговорить с Михаилом и Дэном, чтобы узнать, как уничтожить Деницу. |            |                                                                       |                  |                               |                  |             |
| 86 | 3          | «Трах-тибидох» «Yabba Dabba Do Me»                                    | Натан Хоуп       | Джо Хэндэрсон                 | 10 сентября 2021 | T13.22903   |
| Люцифер всё ещё думает над тем, как стать Богом и любить всех людей. Он спускается с Хлоей в Ад, чтобы помочь Джимми Барнсу – преступнику, стрелявшему в Хлою в самой первой серии. У того оказывается весьма необычная петля. Аменадиэль заканчивает обучение и готовится работать в полиции. Девушка-ангел доставила Дэна на Землю, но у него нет тела – он обычный призрак. Когда Люцифер возвращается в пентхаус девушка нападает на него и кричит, что она его дочь. |            |                                                                       |                  |                               |                  |             |
| 87 | 4          | «Прикрепи папочке хвост» «Pin The Tail On The Daddie»                 | Вьет Нгуэн       | Карли Вудворд                 | 10 сентября 2021 | T13.22904   |
| Люцифер не поверил новому ангелу, что она его дочь. Но вспомнил, что в конце 90-х у него была оргия. Он отправляется по разным городам, чтобы спросить у женщин не родили ли они после этого. Но она назвала Хлою своей матерью. Дэн скитается по городу с надеждой с кем-нибудь пообщаться, но его никто не видит, кроме Мэйз и Аменадиэля. |            |                                                                       |                  |                               |                  |             |
| 88 | 5          | «Убийство Люцифера Денницы» «The Murder Of Lucifer Morningstar»       | Лиза Дэмэйн      | Ллойд Гильярд мл.             | 10 сентября 2021 | T13.22905   |
| Новый ангел Аврора (Рори) – дочь Люцифера и Хлои из будущего. Переместиться в прошлое ей помогла ненависть к Люциферу, но она не знает, как вернуться обратно. И сейчас хочет знать, почему Люцифер их бросил. Мэйз с Евой готовятся к свадьбе. Элле кажется, что скоро будет конец света. Она говорит об этом с Аменодиэлем. Он обеспокоен тем, что не почувствовал присутствие нового Ангела, значит, слова Эллы о конце света могут быть правдой. А в это время Элла ведёт своё собственное расследование о том, кто такой на самом деле Люцифер. |            |                                                                       |                  |                               |                  |             |
| 89 | 6          | «Гораздо грязнее» «A Lot Dirtier Than That»                           | Клаудия Ярми     | Илди Модрович                 | 10 сентября 2021 | T13.22906   |
| Люцифер хочет наладить отношения с Рори, он просит совета у Линды и начинает устраивать разные праздники для дочери, чтобы наверстать всё, что пропустил. Аменодиэль приступает к работе в полиции. Ему приходится работать с Джеймсом Райбеном, детективом, который когда-то арестовал Калеба. Он игнорирует замечания Аменодиэля, и тот обращается за помощью к Элле. |            |                                                                       |                  |                               |                  |             |
| 90 | 7          | «Свадьба лучшего друга» «My Best Fiend»                               | Натан Хоуп       | Джулия Фонтана                | 10 сентября 2021 | T13.22907   |
| Мэйз и Ева готовятся к свадьбе, но внезапно появляется Адам. Он хочет забрать Еву обратно в Рай. Когда девушки прогоняют его, Адам похищает Линду, чтобы расстроить свадьбу. Хлоя планирует вернуться на работу в полицию, чтобы помочь Аменодиэлю разобраться с коррупцией в участке. Дэн наблюдает за своим старым рабочим местом и видит наработки Эллы в расследовании над тем, кто такой Люцифер. На свадьбе Элла говорит всем, что знает правду и видит признаки конца света. |            |                                                                       |                  |                               |                  |             |
| 91 | 8          | «Спаси дьявола — спаси мир» «Save The Devil, Save The World»          | Ди Би Вудсайд    | Аияна Уайт                    | 10 сентября 2021 | T13.22908   |
| Аменодиэль говорит, что Люцифер немедленно должен занять небесный трон, чтобы предотвратить конец света. Но у Люцифера внезапно пропали крылья. Он отправляется к Линде, чтобы разобраться в себе, и случайно видит её работу над книгой о нём. Думая, что в книге может быть ключ к решению проблемы, они решают, что нужно перечитать все наброски. Но их довольно много, поэтому на помощь зовут Хлою, Мэйз, Эллу и Дэна. Во время чтения набросков Дэн общается с Мэйз, и она помогает ему понять, почему он оказался в Аду. А Люцифер понимает, что не хочет быть Богом. |            |                                                                       |                  |                               |                  |             |
| 92 | 9          | «Прощай, Люцифер» «Goodbye, Lucifer»                                  | Карэн Гавиола    | Крис Рафферти                 | 10 сентября 2021 | T13.22909   |
| Аменодиэль был на небесах и выяснил, в чём причина последних событий на Земле. Ангелы начали отвечать на молитвы всех людей, исполняя их желания, это разрушило баланс и вносит хаос. Дэн отправился к своему убийце, чтобы избавиться от чувства вины. Но тот сбежал из тюрьмы, а Дэн пытается его остановить и наконец-то попадает в Рай. Мэйз и Ева готовятся отправиться в свадебное путешествие. Хлоя спрашивает у Аменодиэля, почему тот никогда не думал сам стать Богом. |            |                                                                       |                  |                               |                  |             |
| 93 | 10         | «Ты всегда будешь моим партнером» «Partners 'Til the End»             | Шервин Шилати    | Илди Модрович и Джо Хэндэрсон | 10 сентября 2021 | T13.22910   |
| Винсент Ле Мек, человек, убивший Дэна, звонит и сообщает Люциферу, что Рори у него. Хлоя и Люцифер отправляются на помощь, но преступники вырывают у Рори перья-кинжалы и используют их против дьявола. Когда Ле Мек готовится убить Люцифера, Рори удаётся вырваться и остановить его. У неё появляется дьявольское лицо, но отец не даёт ей убить человека. Когда тот нападает ещё раз, его убивает Хлоя, но она сама серьёзно ранена. Перед смертью Винсент успевает сказать, что хочет видеть свет, который увидел Дэн перед тем, как покинуть его тело. Люцифер понимает, что он хочет делать – помогать заблудшим душам в Аду попасть в Рай, а Рори понимает, почему отец бросил их и возвращается в будущее. В Серебряном Граде Аменодиэль управляет ангелами, Элла начинает работу в научном фонде, который основал для неё Люцифер, Хлоя возвращается к работе в полиции. Дэн и Шарлотта встретились и проводят время вместе. У маленького Чарли появляются крылья, Мэйз и Ева вместе продолжают карьеру охотниц за головами. У Хлои рождается вторая дочь – Аврора. Проходит много лет. Хлоя уже стара, она при смерти, но видит возвращение Рори из прошлого и умирает счастливой. Аменодиэль встречает Хлою в Раю и отправляет её к Люциферу. |            |                                                                       |                  |                               |                  |             |

## Комментарии
1. 1 2  
Прежде чем телесериал был закрыт компанией Fox[3], один из шоураннеров Илди Модрович заявил, что две серии, снятые для третьего сезона, будут включены в потенциальный на тот момент четвёртый сезон[5]. После финала третьего сезона 14 мая 2018 года оба эпизода были показаны на телеканале Fox 28 мая в виде двухчасовой бонусной серии[6].